# カスピ・カフカース戦線
カスピ・カフカース戦線（カスピ・カフカースせんせん、ロシア語: Каспийско-Кавказский фронт）は、ロシア内戦中の1918年から1919年にかけて赤軍に形成されていた編成。

## 沿革
1918年12月8日付の共和国革命軍事会議指令により、南部戦線 (ru) のうちヴォルガ川下流域、カスピ海北西岸および北カフカースで活動していた部隊を分離する形で形成された。1919年3月13日付の共和国革命軍事会議第3号指令によって解散し、部隊は第11独立軍へと転換した。戦線の本部はアストラハンに存在した。
戦線は、第12軍が構えるペトロフスクとデルベントを守るため、白軍義勇軍が構えるアルマヴィルとチホレツカヤを第11軍に攻撃させた。第12軍が西部キズリャルとグリエフで防戦し、第11軍も強固な敵軍を足止めしていたが、1919年1月に第11軍は敗走し、2月にマヌィチ川を越えてアストラハンへ撤退した。しかし、同月4日には南部戦線の前進を助けるためにスタヴロポリ部門の戦線が創設された。そして同月中にはアストラハンとヴォルガ河口の防御が固められ、戦線はアントーン・デニーキン軍とウラル軍が合流することを防いだ。

## 構成
司令官
- ミハイル・スヴェチニコフ（ロシア語版）（1918年12月8日 - 1919年3月19日）

革命軍事会議メンバー
- N・A・アニシモフ（1918年12月13日 - 1919年3月19日）
- セルゲイ・サックス（ru, 1918年12月13日 - 1919年3月19日）
- アレクサンドル・シュリャプニコフ（ロシア語版）（1918年12月13日 - 1919年2月14日）
- コンスタンチン・メホノシン（ロシア語版）（1919年2月14日 - 3月19日）

参謀長
- E・A・ニコリチ

部隊
- 第11軍
- 第12軍
- アストラハン・カスピ小艦隊 (ru)